# قائمة الفنانات الفلسطينيات
قائمة الفنانات الفلسطينيات التي تضم مواليد فلسطين أو من ارتبطت أعمالهنّ الفنيّة بفلسطين ارتباطاً وثيقاً.

## أ
ألكسندرا صوفيا هندال (1975) مخرجة أفلام وفنانة معاصرة، من مواليد هايتي.
أحلام شبلي (1970) مصوّرة.
إيمان السيد (1984) فنانة معاصرة.
إميلي جاسر (1972) مخرجة أفلام وفنانة معاصرة.

## ت
تمام الأكحل (1935) فنانة بصرية.

## ج
جمانة إميل عبود (1971) فنانة معاصرة.
جمانة الحسيني (1932-2018) رسّامة ونحّاتة، أقامت في باريس.
جوليانا سيرافيم (1934) رسّامة لبنانية من مواليد فلسطين.

## ر
رائدة سعادة (1977) فنانة بصرية.
روان أبو رحمة (1983) المعروف بالثنائي الفني روان أبو رحمة وباسل عباس.
رولا الحلواني (1964) فنانة تصوير فوتوغرافي.

## س
سامية حلبي (1936) رسّامة وفنانة وناشطة ومعلّمة وباحثة، وتعيش في الولايات المتحدة الأمريكية.
سما ريني الشيبي (1973) فنانة مفاهيمية.

## ف
فيفيان صنصور (1978) فنانة بصرية.

## ك
كريمة عبود (1893-1955) فنانة ومصورة.

## ل
لاريسا صنصور (1973) فنانة بصرية.
ليلى الشوا (1940) رسّامة ونحاتة وصانعة لوحات.
ليلى عجاوي (1990) فنانة غرافيتي ناشطة منذ 2015.

## م
ملك مطر رسّامة ومصممة توضيحية ومؤلفة كتب للأطفال من غزة.
منى حاطوم (1952) فنانة تنصيبية وفيديو، من مواليد لبنان.
مليحة أفنان (1935-2016) فنانة بصرية.